# J-League Live 64
J-League Live 64 (JリーグLIVE64) és un videojoc de futbol per la Nintendo 64. Es va llançar només al Japó el 1997. El videojoc té la llicència oficial dels jugadors i equips de la lliga japonesa J-League.